# Waschstein (Vilm)

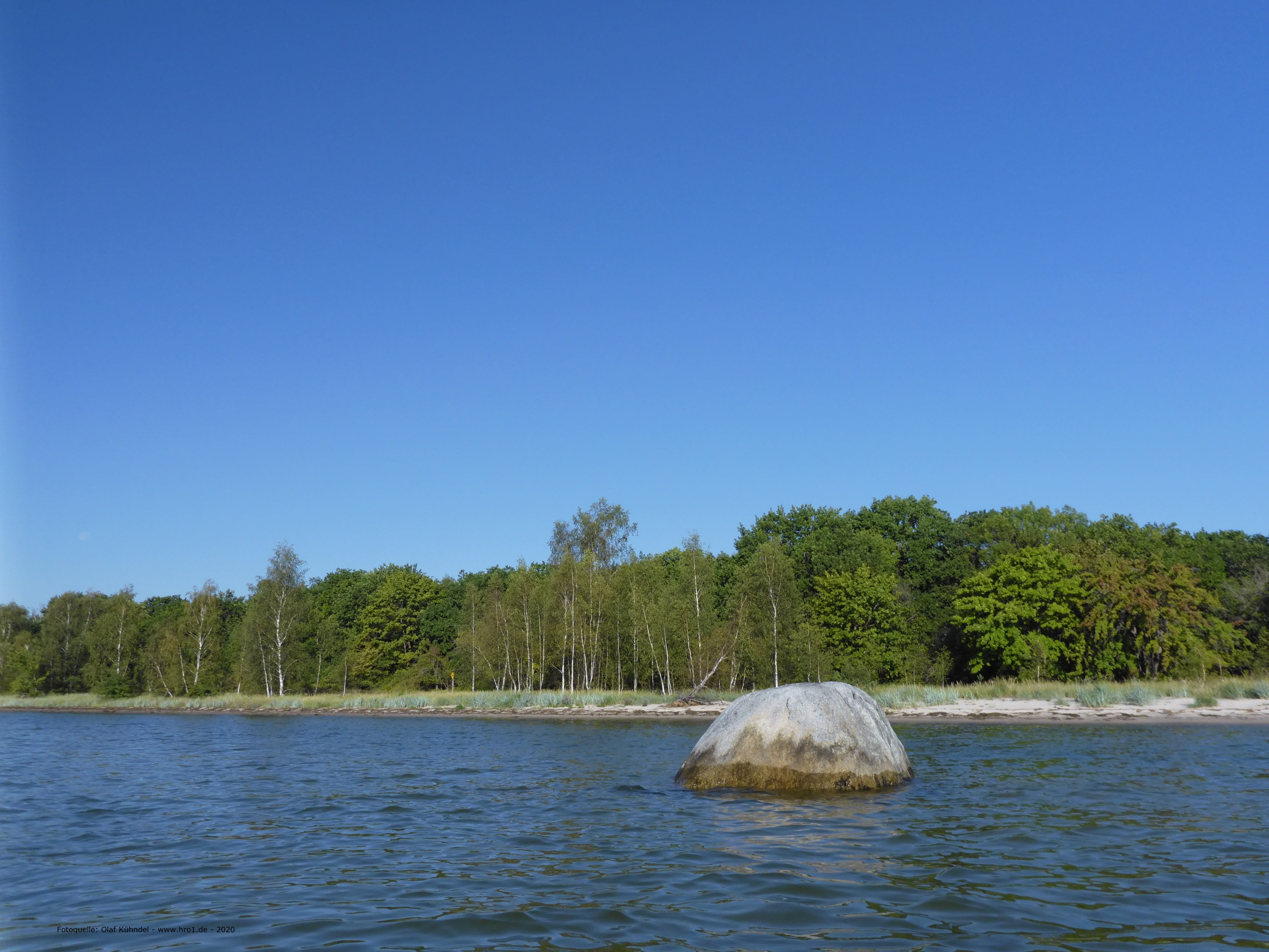
Waschstein

Der Waschstein ist ein Findling am Ufer der Insel Vilm im Landkreis Vorpommern-Rügen. Der Stein ist als Geotop beim Landesamt für Umwelt, Naturschutz und Geologie Mecklenburg-Vorpommern unter der Nummer G2_092 erfasst.
Der Findling befindet sich am Westufer des als Totalreservat ausgewiesenen Mittelvilms und liegt etwa 20 Meter vom Ufer entfernt im Wasser des Greifswalder Boddens. Die Wassertiefe des Standorts beträgt 0,3 Meter. Er besteht aus Granit, ist 3,8 m lang, 2,2 m breit und 2,1 m hoch. Sein Rauminhalt wird mit etwa 9 m³ angegeben.
Der Waschstein ist Gegenstand von Sagen. So habe man am Stein Seejungfrauen gesehen. Außerdem habe ein Schwan hier jeweils Babys abgeholt, um sie vom Waschstein aus in die Häuser der umliegenden Dörfer zu bringen.